# KBS 뉴스월드 (라디오 프로그램)
KBS 뉴스월드는 KBS 1라디오(전국, 수도권 기준 FM 97.3MHz, AM 711kHz)에서 방송되는 국제 시사 프로그램이다. 진행자는 박사임 아나운서이며, 방송시간(생방송)은 주말 오전 10시 5분부터 오전 10시 56분까지이다. 단, 이 프로그램은 모두 전국방송이다.

## 역사
2019년 9월 21일 《뉴스 월드, 최영일입니다》로 방송을 시작하였다. 2021년 10월 2일부터 "KBS 뉴스월드"로 제목을 변경하였다.

## 역대 진행자

### 뉴스 월드, 최영일입니다
- 2019년 9월 21일~2021년 9월 26일: 故 최영일 시사평론가

### KBS 뉴스월드
- 2021년 10월 2일~2023년 4월 30일: 김지윤 아나운서
- 2023년 5월 13일~2024년 2월 25일: 김윤지 前 아나운서
- 2024년 3월 9일~: 박사임 아나운서